# Cao Ly Cao Tông
Cao Ly Cao Tông (Hangul: 고려 고종, chữ Hán: 高麗 高宗; 3 tháng 2 năm 1192 – 21 tháng 7 năm 1259, trị vì 1213 – 1259) là vị vua thứ 23 của Cao Ly trong lịch sử Triều Tiên. Ông là con trai duy nhất của Cao Ly Khang Tông và Nguyên Đức Vương hậu, được Thôi Trung Hiến đưa lên làm vua, nguyên danh là Vương Triệt (왕철, 王皞), tự Thiên Hựu (천우, 天祐).
Thời đại trị vì của Cao Tông được đánh dấu bằng các cuộc xung đột kéo dài với Đế quốc Mông Cổ tìm cách thôn tính Cao Ly, và chỉ kết thúc khi vương quốc này cuối cùng bị biến thành chư hầu năm 1259.
Dù lên ngôi năm 1213, vua Cao Tông không có nhiều quyền lực cho đến khi các quân sư đầy quyền lực bị giết hết. Năm 1216, Đế quốc Khiết Đan đã xâm lược nhưng đã bị đánh lui. Tháng 8 năm 1232, Cao Tông dời đô của Cao Ly từ Tùng Đô (tức Khai Thành) đến đảo Giang Hoa và đã bắt đầu xây dựng các thành trì phòng thủ ở đó để chuẩn bị chống cự quân Mông Cổ. Cao Tông đã chống cự được xâm lược của Mông Cổ gần 30 năm trước khi vương quốc của ông bị buộc phải đầu hàng quân Mông năm 1259. Cao Tông mất ngay sau đó.
Năm 1251, việc chạm khắc Bát vạn đại tàng kinh, một bộ tuyển tập kinh Phật ghi chép lại trên 81.000 tấm gỗ đã hoàn thành.
Ông mất khi được 67 tuổi, truy thụy Trung Hiến An Hiếu Đại Vương (忠憲安孝大王), táng tại Hồng lăng (洪陵). Con trai đầu của ông kế vị, tức Cao Ly Nguyên Tông.

## Gia quyến
- Cha: Cao Ly Khang Tông.
- Mẹ: Nguyên Đức Vương hậu (원덕왕후; 1167 – 1239), cháu ngoại của Cao Ly Nhân Tông. Cao Tông truy thụy Nguyên Đức Vương thái hậu.
- Thê tử:
  - An Huệ Vương hậu (안혜왕후; ? – 1232), con gái của Cao Ly Hi Tông, xét vai vế thì bà là chị họ của Cao Tông. Được truy phong Vương thái hậu năm 1260.
    1. Cao Ly Nguyên Tông.
    2. Phế đế Cao Ly Anh Tông.
    3. Thọ Hưng Cung chúa (수흥궁주), lấy Tân Dương công Vương Chuyên (신양공 왕전), sinh hai con trai.

  - Thứ phi không rõ danh tính, sinh một công chúa.